# Hélder Pelembe
Hélder Pelembe (n. Nampula, Mozambique, 20 de septiembre de 1987) es un futbolista mozambiqueño. Juega como delantero y actualmente milita en el Orlando Pirates de la Premier Soccer League de Sudáfrica.

## Clubes
| Club                | País       | Año               |
| ------------------- | ---------- | ----------------- |
| Ferroviário Nampula | Mozambique | 2007 - 2008       |
| Maxaquene           | Mozambique | 2009 - 2010       |
| Portimonense SC     | Portugal   | 2010 - 2011       |
| Maxaquene           | Mozambique | 2011 - 2013       |
| Orlando Pirates     | Sudáfrica  | 2013 - Actualidad |